# Partido Socialista Rumano
El Partido Socialista Rumano (en rumano: Partidul Socialist Român) es un partido político en Rumania, fundado originalmente en 2003 como Partido de la Alianza Socialista.

## Historia
Se constituyó a partir de una facción del Partido Socialista del Trabajo que se opuso a la fusión del partido con el Partido Socialdemócrata en julio de 2003 y querían que el partido siguiera existiendo como un partido socialista. Sin embargo, las autoridades rumanas no reconocieron a este grupo, y en consecuencia, tomaron el nombre de Partido de la Alianza Socialista. 
En julio de 2010, el partido decidió, en un congreso extraordinario, renombrar el partido a Partido Comunista Rumano, poniéndose en la tradición del partido del mismo nombre fundado en 1921. Sin embargo, el cambio de nombre fue rechazado por el tribunal de Bucarest. 
El 1 de diciembre de 2013, el partido decidió cambiar su nombre al Partido Socialista Alternativo. A finales de 2014, obtuvo su nombre actual, utilizando el nombre de un partido político que había desaparecido en 2013.

## Ideología
A diferencia de su predecesor, el partido es más progresista en cuestiones sociales y apoya el feminismo socialista. Sin embargo, al igual que su predecesor, es nacionalista y es afín a la nostalgia comunista.
Como muchos partidos comunistas, el partido rechaza la membresía de Rumania en la OTAN.